# Saint-Hilaire-au-Temple
Saint-Hilaire-au-Temple é uma comuna francesa na região administrativa do Grande Leste, no departamento de Marne. Estende-se por uma área de 6.15 km², e possui 344 habitantes, segundo o censo de 2018, com uma densidade de 56 hab/km².